# Янко Костов
Янко Костов Илиев е български революционер, участник в Македоно-одринското опълчение и деец на Българската комунистическа партия.

## Биография
Янко Костов е роден на 15 август 1894 година в костурското село Бобища, тогава в Османската империя. След Илинденското въстание от 1903 година семейството му се премества във Варна. През Балканската война на 18-годишна възраст е доброволец в Македоно-одринското опълчение. Участва в Първата световна война, когато е пленен и откаран в Солун, откъдето бяга през 1920 година и се връща във Варна.
В България се присъединява към Българската комунистическа партия и през 1923 година участва в Септемврийското въстание. Около 1934 година става собственик на малка консервна фабрика. През 1937 година е секретар на Варненския окръжен комитет на БКП, а след 1942 година изгражда и ръководи отечественофронтовските комитети в града и окръга. През юни 1944 година е арестуван от българските власти и заедно с Станко Стайков, Хараламби Дончев, Янко Карагяуров, Гарабед Хачадурян, Хартюн Папазян, Агоп Баронян, Георги Добрев и Димитър Добрев е разстрелян и хвърлен в Черно море.
Погребан е спочести във Варна на 1 октомври 1944 г.